# Эшли, Симон
Симон Эшли (при рождении Симон Ашвини Пилаи; род. 30 марта 1995) — британская актриса

. Она известна своей ролью в исторической драме Netflix «Бриджертоны» (с 2022 г. по настоящее время) и «Половое воспитание».
Эшли родилась в семье индийских тамилов Латы и Гунасекхарана Пиллаи из Кемберли, графство Суррей, и у неё есть старший брат Шон. Эшли рассказала о том, что, несмотря на то, что она выросла в семье учёных, её всегда больше тянуло к творчеству. Родители Симон сомневались в её склонности к искусству. Эшли росла, увлекаясь исполнением классической музыки, оперы и играя на фортепиано.
Позже семья Эшли переехала в Биконсфилд, где Эшли обучалась в средней школе Биконсфилда. Она также посещала театральную школу Redroofs в Мейденхеде. Симон провела период подросткового возраста в Калифорнии среди родственников, а после продолжила обучение актёрскому мастерству в художественной образовательной школе в Западном Лондоне.

## Карьера

### Ранние годы (2016—2021)
Первая актёрская роль Эшли была в двух эпизодах фантастической подростковой драмы «Кровь волка» в роли Зухры. Затем последовали появления в триллере «Вина» (2016) и криминальной драме «Убийство на пляже» (2017). Её дебют в полнометражном кино состоялся в 2018 году, когда она сыграла небольшую роль в «Boogie Man» в роли Аарти, а также более заметную роль в «Убить Бена Лайка» в роли одного из нескольких персонажей по имени Бен Лайк.
С 2019 по 2021 год Эшли играла роль Оливии Ханан в комедийной драме Netflix «Половое воспитание». Она также появилась в мини-сериале психологического триллера ITV «Сестра» в роли Элизы Фокс в 2020 году.
В феврале 2021 года было объявлено, что Эшли сыграет роль главной героини второго сезона романтической драмы «Бриджертоны» по имени Кейт вместе с Джонатаном Бейли в роли Энтони. Второй сезон сериала вышел в марте 2022 года. Планируется, что Симон продолжит исполнять роль Кейт и в третьем сезоне сериала.
В 2022 году Эшли появилась в списке Forbes 30 Under 30 и в «Time 100 Next». Она также появилась в диснеевском лайв-экшн ремейке «Русалочка» в роли Индиры, одной из старших сестёр-русалок главной героини.

## Фильмография

### Фильмы
| Год  | Название                                                        | Роль     | Примечания                                           | Ссылка |
| ---- | --------------------------------------------------------------- | -------- | ---------------------------------------------------- | ------ |
| 2018 | Boogie Man                                                      | Аарти    |                                                      |        |
| 2018 | Убить Бена Лайка                                                | Бен Лайк |                                                      |        |
| 2018 | Воробей                                                         | Тейлор   | Короткометражный фильм                               |        |
| 2019 | Детектив Пикачу                                                 | девушка  |                                                      |        |
| 2023 | Русалочка                                                       | Индира   |                                                      |        |
| 2023 | 10 жизней                                                       | Роуз     | Фильм; озвучка                                       |        |
| 2025 | Представь себе это (изобрази это, сделай снимок) (Picture this) | Пия      | романтическая комедия, будет показана на Prime video |        |
| 2026 | Дьявол носит Prada 2                                            |          | Сьёмка                                               |        |

### Телевидение
| Год                    | Название              | Роль                                  | Примечания                     | Ссылка |
| ---------------------- | --------------------- | ------------------------------------- | ------------------------------ | ------ |
| 2016                   | Волчья кровь          | Зухра                                 | 2 серии                        |        |
| 2016                   | Чувство вины          | Аманда                                | Эпизод: «Простой план»         |        |
| 2017                   | Убийство на пляже     | Дана                                  | 2 серии                        |        |
| 2017                   | Strike                | Алисия                                | Эпизод: «Зов кукушки: Часть 3» |        |
| 2017                   | L’ispettore Coliandro | Вина                                  | Эпизод: «Клуб смертных»        |        |
| 2018                   | Врачи                 | София Джохал                          | Эпизод: «В любой момент»       |        |
| 2019                   | Casualty              | Шай Андерсон                          | 1 серия                        |        |
| 2019                   | Мир лжи               | Аиша                                  | Телевизионный фильм            |        |
| 2019—2021              | Половое воспитание    | Оливия Ханан                          | 15 серий                       |        |
| 2020                   | Сестра                | Элиза Фокс                            | мини-сериал; 3 серии           |        |
| 2022 — настоящее время | Бриджертоны           | Катани «Кейт» Шарма / леди Бриджертон | Главная роль (2 и 3 сезоны)    |        |

### Видеоклипы
| Песня         | Год  | Художник                | Заметки |
| ------------- | ---- | ----------------------- | ------- |
| «Love Letter» | 2022 | ODESZA feat. The Knocks |         |